# Карагандинський сільський округ (Абайський район)
Караганди́нський сільський округ (каз. Қарағанды ауылдық округі, рос. Карагандинский сельский округ) — адміністративна одиниця у складі Абайського району Карагандинської області Казахстану. Адміністративний центр — село Жартас.
Населення — 1690 осіб (2021; 1736 у 2009, 2046 у 1999, 2776 у 1989).
Станом на 1989 рік існувала Карагандинська сільська рада (села Алма-Атінка, Восход, Джайма, Жартас, Каракога, Колпак, Поливне). 2007 року були ліквідовані села Алмаатінка, Жайма, Колпак.

## Склад
До складу округу входять такі населені пункти:
| Населений пункт  | Населення, осіб (1989) | Населення, осіб (1999) | Населення, осіб (2009) | Населення, осіб (2021) |
| ---------------- | ---------------------- | ---------------------- | ---------------------- | ---------------------- |
| Алмаатінка, село | 54                     | 41                     | -                      | -                      |
| Восход, село     | 379                    | 198                    | 110                    | 79                     |
| Жайма, село      | 107                    | 80                     | -                      | -                      |
| Жартас, село     | 1848                   | 1417                   | 1483                   | 1532                   |
| Каракога, село   | 107                    | 74                     | 57                     | 21                     |
| Колпак, село     | 21                     | 16                     | -                      | -                      |
| Поливне, село    | 260                    | 220                    | 86                     | 58                     |